# Salva latte

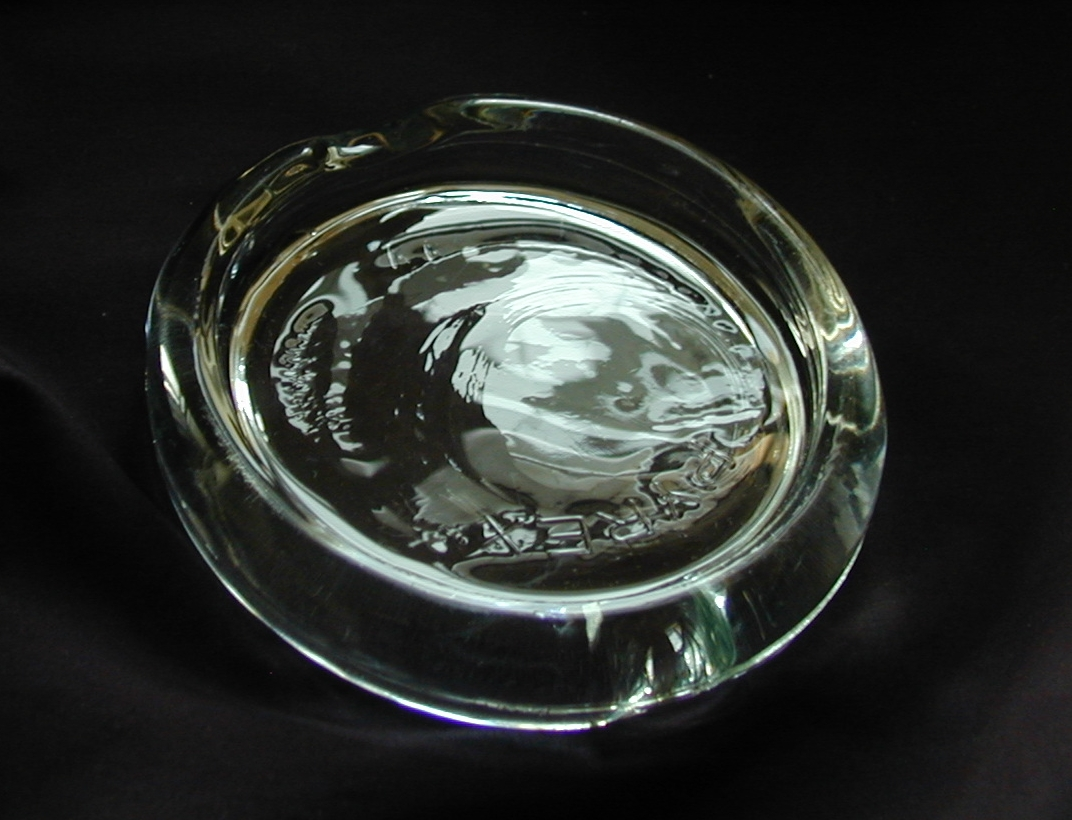
Salva latte in vetro borosilicato

Il salva latte, chiamato anche antimontalatte, è un utensile da cucina che viene posizionato sul fondo della pentola per evitare il traboccamento dei liquidi in ebollizione (in particolare il latte) o avvisare il cuoco dell'avvenuta ebollizione con il suo tintinnio.

## Storia
Il salva latte fu inventato nel 1959 dall'inglese Vincent Hartley.

## Funzionamento

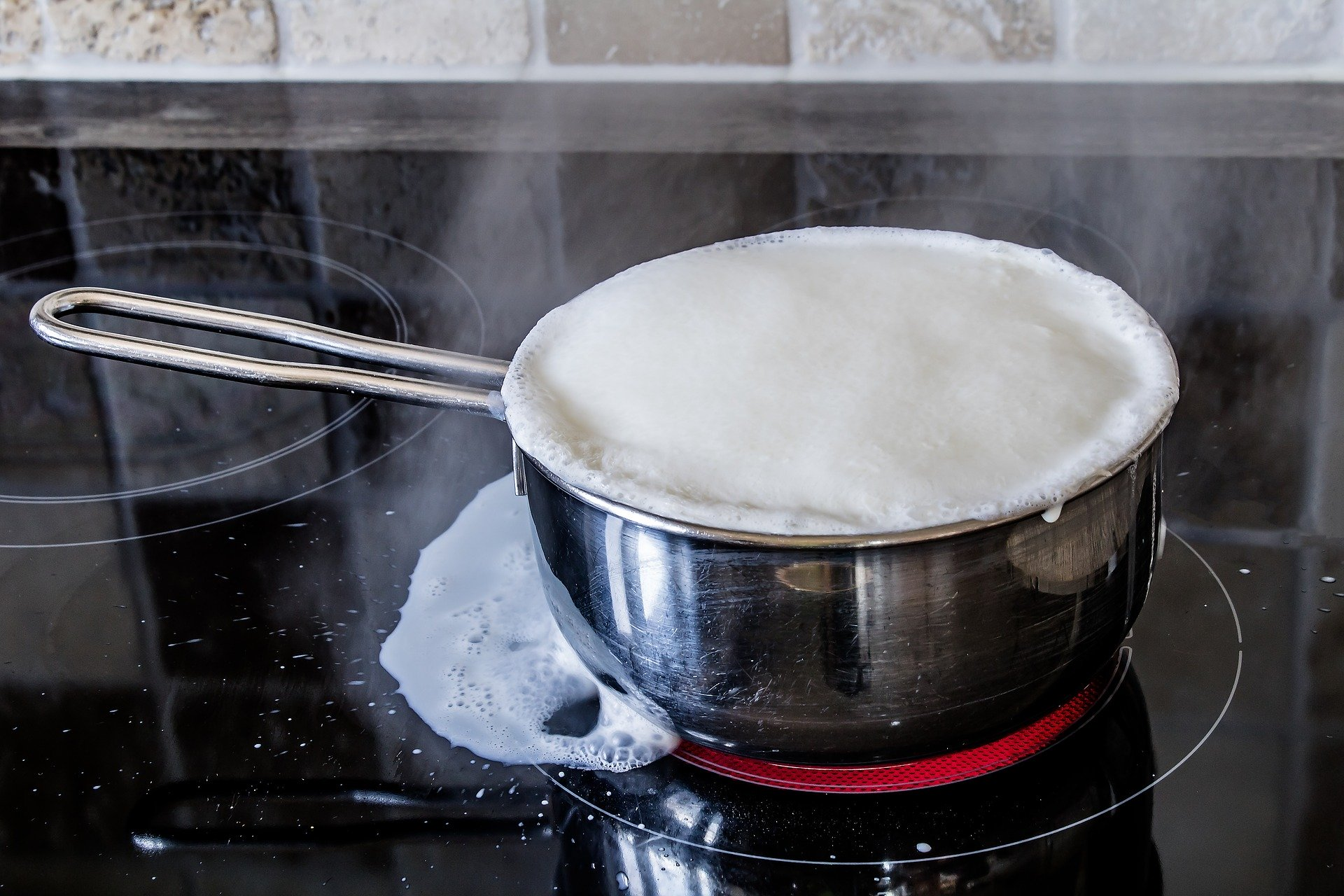
Traboccamento del latte in ebollizione

Normalmente l'acqua bollente non trabocca, tuttavia quando in essa sono presenti grassi, amidi ed altre sostanze (ad esempio con l'aggiunta di latte o pasta), possono verificarsi traboccamenti. Infatti, sulla superficie del liquido si forma una pellicola di queste sostanze aggiunte: per esempio, nel caso del latte in ebollizione, la panna ed il grasso si separano dal latte e salgono verso l'alto. La maggiore viscosità del liquido provoca a quel punto piccole bolle di vapore che formano una schiuma intrappolata sotto la pellicola grassa, spingendola oltre il bordo della pentola, provocando il traboccamento non solo della schiuma, ma anche dell'intero liquido a causa dell'effetto sifone dovuto alla capillarità.
Il salva latte interrompe questo processo raccogliendo le piccole bolle di vapore in un'unica bolla più grande che, non appena raggiunge dimensioni tali da sollevare il salva latte, sale verso l'alto. A questo punto le maggiori dimensioni e la maggior rapidità di salita della bolla sono tali da poter forare la pellicola superficiale, evitando in tal modo il traboccamento. Il dispositivo inoltre vibra al momento dell'ebollizione, avvisando il cuoco che può abbassare il livello della fonte di calore.

## Descrizione
Il salva latte è costituito da un disco, realizzato generalmente in vetro borosilicato (Pyrex), ceramica o acciaio inox o smaltato, con un bordo rialzato posto lungo la circonferenza dove è presente una piccola tacca. Alcuni salva latte sono progettati in modo da poter essere utilizzati sia con il lato dritto che con il rovescio rivolto verso l'alto: in tal modo il disco riporta due tacche sul bordo, una sul lato inferiore e una su quello superiore. L'interno del disco non è piano, ma si inclina verso l'alto verso la parte con l'intaglio per creare uno spazio proprio dietro la tacca dove il vapore si può raccogliere. Il vapore viene intrappolato sotto il salva latte causando il sollevamento dello stesso dalla parte intagliata, rilasciando il vapore in grosse bolle e, allo stesso tempo, facendo circolare liquido alla base della pentola. L'agitamento del dispositivo crea il tipico rumore che segnala il superamento del punto di ebollizione.

## Galleria d'immagini

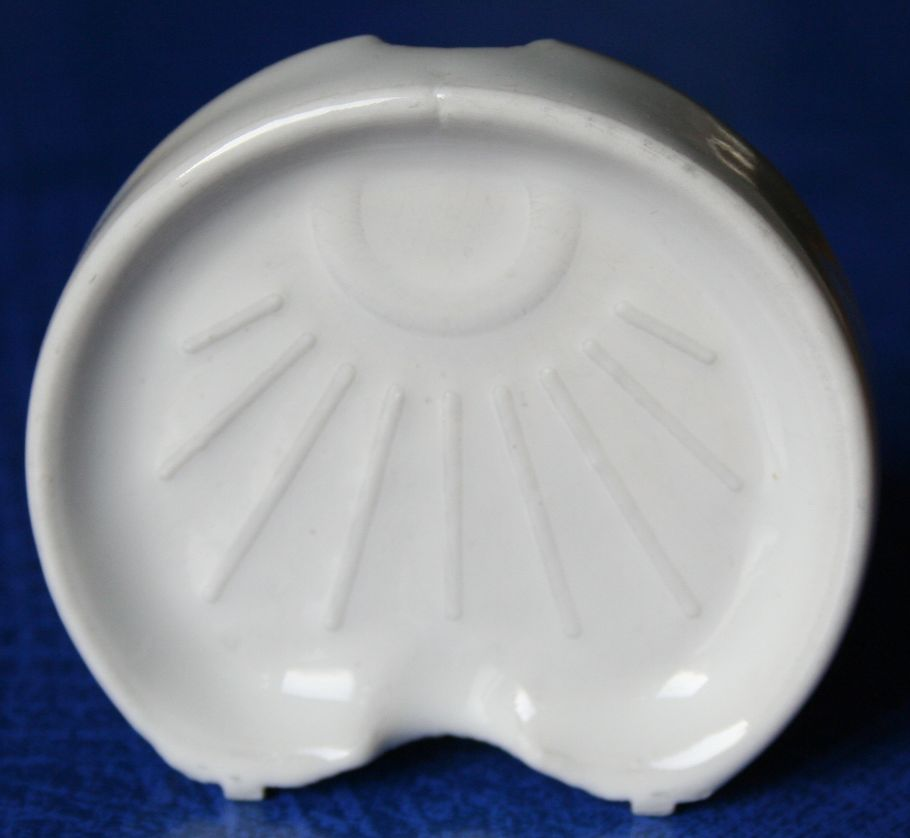
Salva latte in porcellana. Si noti che vi è una tacca su ogni lato e come le inclinazioni interne si dirigano verso la tacca
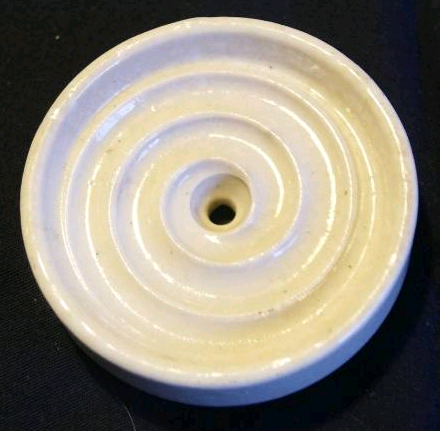
Salva-latte a spirale
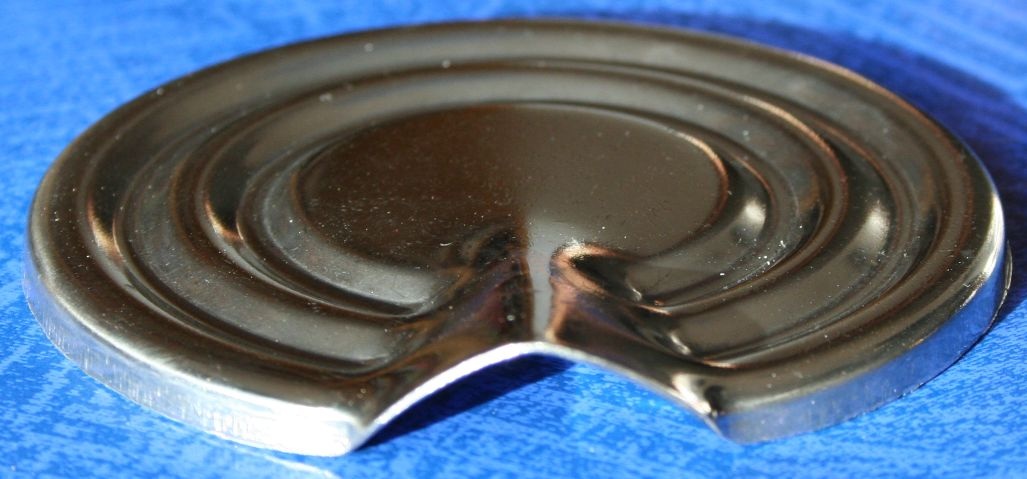
Salva latte in acciaio inossidabile
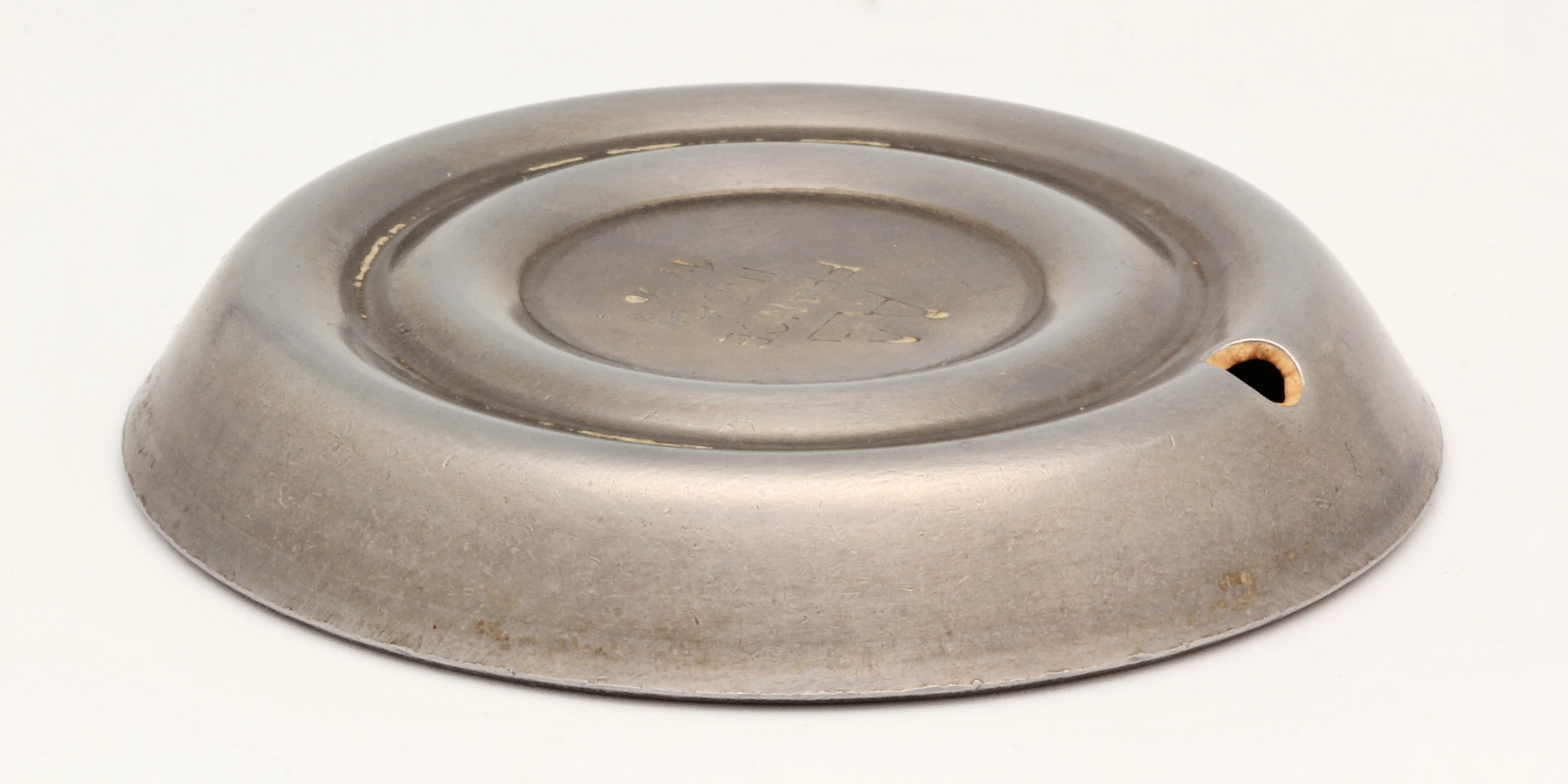
Antimontalatte in acciaio
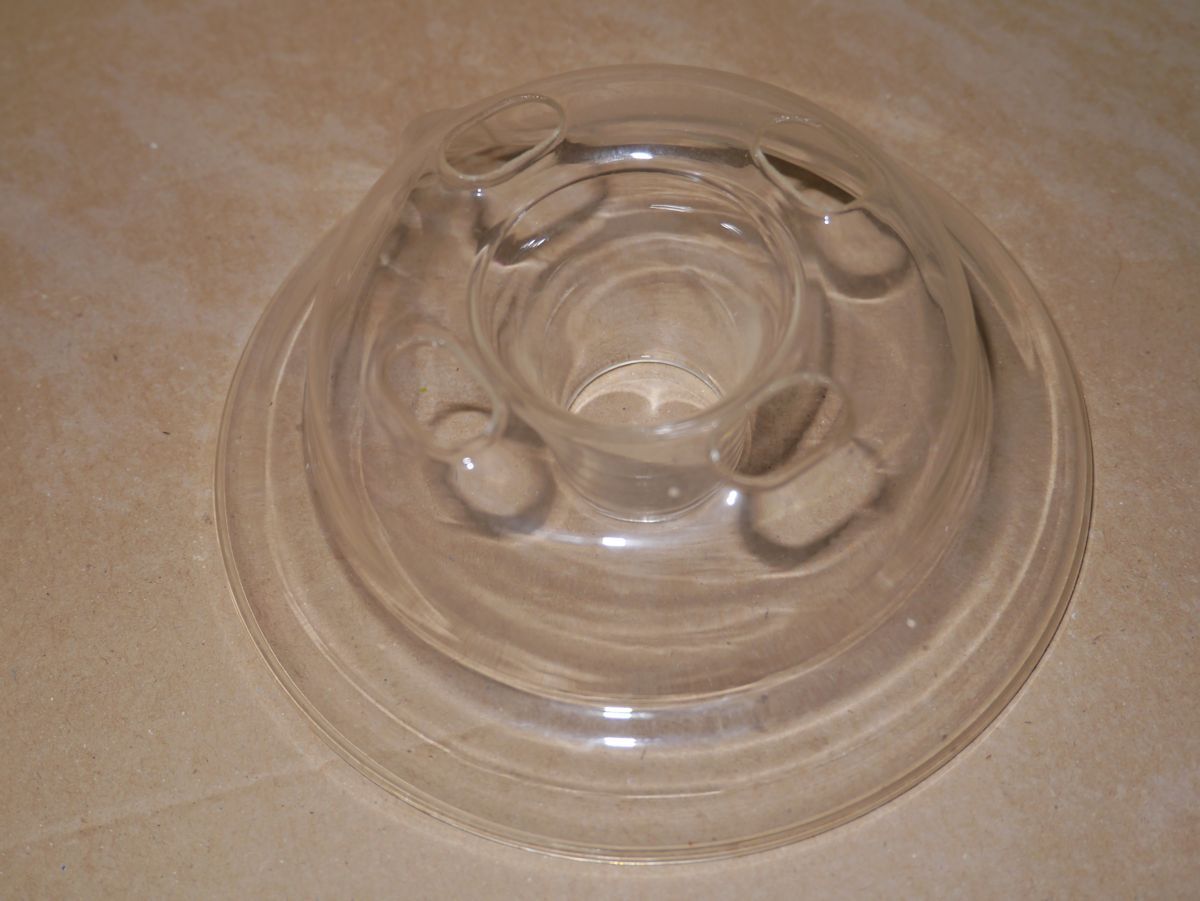
Salva latte ad imbuto